# Oreophyton falcatum
Oreophyton falcatum är en korsblommig växtart som först beskrevs av Ferdinand von Hochstetter och Achille Richard, och fick sitt nu gällande namn av Otto Eugen Schulz. Oreophyton falcatum ingår i släktet Oreophyton och familjen korsblommiga växter. Inga underarter finns listade i Catalogue of Life.